# Mao Shimada
Mao Shimada ( (島田 麻央?, Shimada Mao); Koganei, 30 ottobre 2008) è una pattinatrice artistica su ghiaccio giapponese. Ha vinto il Campionato del mondo junior nel 2023 e nel 2024, la Finale di Grand Prix junior nel 2022 e nel 2023 e i Giochi olimpici giovanili nel 2023. Al Campionato nazionale giapponese ha vinto due bronzi, nel 2022 e nel 2023.

## Palmarès
JGP: Junior Grand Prix
| Internazionali: Junior                                             | Internazionali: Junior | Internazionali: Junior | Internazionali: Junior | Internazionali: Junior | Internazionali: Junior | Internazionali: Junior | Internazionali: Junior |
| Evento                                                             | 2018–19                | 2019–20                | 2020–21                | 2021–22                | 2022–23                | 2023–24                | 2024-25                |
| ------------------------------------------------------------------ | ---------------------- | ---------------------- | ---------------------- | ---------------------- | ---------------------- | ---------------------- | ---------------------- |
| Giochi olimpici giovanili                                          |                        |                        |                        |                        |                        | 1°                     |                        |
| Campionati mondiali                                                |                        |                        |                        |                        | 1°                     | 1°                     | 1°                     |
| JGP Finale                                                         |                        |                        |                        |                        | 1°                     | 1°                     | 1°                     |
| JGP Armenia                                                        |                        |                        |                        |                        |                        | 1°                     |                        |
| JGP Lettonia                                                       |                        |                        |                        |                        |                        |                        | 1°                     |
| JGP Repubblica Ceca                                                |                        |                        |                        |                        | 1°                     |                        |                        |
| JGP Giappone                                                       |                        |                        |                        |                        |                        | 1°                     |                        |
| JGP Polonia                                                        |                        |                        |                        |                        | 1°                     |                        | 1°                     |
| Triglav Trophy                                                     |                        |                        |                        |                        | 1°                     |                        |                        |
| Internazionali: Advanced novice                                    |                        |                        |                        |                        |                        |                        |                        |
| Egna Spring Trophy                                                 |                        |                        |                        | 1°                     |                        |                        |                        |
| Nazionali                                                          |                        |                        |                        |                        |                        |                        |                        |
| Campionati giapponesi senior                                       |                        |                        |                        |                        | 3°                     | 3°                     | 2°                     |
| Campionati giapponesi junior                                       |                        |                        | 3°                     | 1°                     | 1°                     | 1°                     | 1°                     |
| Campionati giapponesi Novice                                       | 5° B                   | 1° B                   | 1° A                   | 1° A                   |                        |                        |                        |
| Japan Western Sect.                                                |                        |                        |                        |                        | 1° J                   | 1° J                   |                        |
| Kinki Reg.                                                         |                        |                        | 1° A                   | 1° A                   |                        |                        |                        |
| Tokyo Reg.                                                         | 1° B                   | 1° B                   |                        |                        |                        |                        |                        |
| A = Assegnata; R = Ritirata A = Novice A; B = Novice B; J = Junior |                        |                        |                        |                        |                        |                        |                        |